# Casa dello Studente (Ferrara)
La Casa dello Studente di Ferrara fu istituita durante il regime fascista come istituzione volta alla creazione di attività intellettuali.

## Storia
Il progetto si può dire sia stato una sorta di perfezionamento per i due giovani ingegneri, Claudio Cupellini e Antonio Malagutti, compagni di corso all'Università di Bologna, prescelti qualche mese dopo la laurea per progettare il centro polivalente ospitante, all'epoca, la gioventù fascista in maniera complementare alla Casa G.I.L. (progettata tra il luglio del 1936 e l'ottobre del '38 da Mansutti e Miozzo, tra le attuali viale IV Novembre e via Ortigara) dando spazio, piuttosto che all'attività ginnica, a quella intellettuale come ad esempio l'organizzazione di mostre e convegni.
Fu intitolata alla memoria dell'allora appena scomparso giornalista e docente Nello Quilici e dichiarata abitabile nel 1942.

## Progetto originario
Ai lati del corpo centrale prevedeva due ingressi monumentali arricchiti da decorazioni scultoree progetto poi alleggerito ma pur restando fedele allo stile razionalista riletto in chiave ferrarese, riscontrabile nella contrapposizione del laterizio con il marmo delle finestre e dei portali.

### Decorazione
Un busto votivo di Nello Quilici, opera di Quirino Ruggeri, era posto nell'atrio principale oltre a due lapidi collocate una nella sala lettura (dove poi troverà posto la biblioteca di Quilici) e l’altra nell’atrio accanto al busto, entrambe con iscrizioni in latino redatte del professore Francesco Viviani.

## Lo stato attuale
Ospita appartamenti studenteschi e la mensa universitaria.